# 박혜신
박혜신(1982년 2월 21일 ~ )은 대한민국의 가수이다.

## 학력
- 경원대학교 작곡학과 졸업

## 경력
- 2025년 의정부시 홍보대사
- 2025년 경기도 광주시 홍보대사
- 2019년 제5회 진안고원 트로트 페스티벌 홍보대사

## 수상
- 2006년 KBS1 전국노래자랑 최우수상
- 2007년 아이넷TV 현인가요제 굳세어라 금순아상 수상
- 2008년 대한민국 향토가요제 대상 수상
- 2008년 KBS1 설날특집 전국노래자랑 최우수상
- 2008년 KBS1 토요일 가족이 부른다 1승
- 2008년 KBS 제2라디오 이무송 임수민의 희망가요 추풍령가요제 은상 수상
- 2018년 아시아리더대상 특별방송연예부문
- 2020년 MBC 나는 트로트 가수다 5라운드 1위
- 2020년 MBC 나는 트로트 가수다 최종 3위
- 2024년 MBN 현역가왕 TOP5

## 데뷔
- 2009년 노래 "딱! 한번"

## 앨범
- 2025년 각인
- 2023년 목마른장미
- 2022년 나쁜놈
- 2022년 Mid Blues
- 2021년 젖은 구름
- 2019년 울 어무니
- 2018년 사랑이란 두 글자
- 2014년  꽉 잡아라
- 2011년 찡하게
- 2008년  딱 한번